# Syconycteris hobbit
Syconycteris hobbit (Ziegler, 1982) è un pipistrello appartenente alla famiglia degli Pteropodidi, endemico della Nuova Guinea.

## Etimologia
Il termine specifico si riferisce al popolo hobbit inventato da Tolkien, caratterizzato come questa specie dall'insolita folta peluria presente sul dorso dei piedi.

## Descrizione

### Dimensioni
Pipistrello di medio-piccole dimensioni con la lunghezza della testa e del corpo tra 59 e 75 mm, la lunghezza dell'avambraccio tra 44 e 52 mm e un peso fino a 20 g.

### Aspetto
La pelliccia è lunga, densa e lanosa. Le parti dorsali sono bruno-grigiastre scure, più scure sulla testa, la nuca e la parte superiore della schiena, mentre le parti ventrali e i fianchi sono più chiari. Il muso è lungo ed affusolato, gli occhi sono grandi. Le orecchie sono relativamente piccole e arrotondate, bruno-nerastre e con i margini ispessiti e più chiari. Il dorso dei piedi è ricoperto densamente di peli. È privo di coda, dell'uropatagio e del calcar.

## Biologia

### Alimentazione
Si nutre di nettare e polline.

### Riproduzione
Femmine catturate in gennaio, erano gravide o in allattamento.

## Distribuzione e habitat
Questa specie è diffusa sulla catena centrale della Nuova Guinea.
Vive nelle foreste montane tra i 1.860 e i 2.700 metri di altitudine.

## Conservazione
La IUCN Red List, considerato l'areale ristretto a sole tre località e il continuo degrado del proprio habitat, classifica S. hobbit come specie vulnerabile (VU).